# Qianlingula bilamellata
Espèce
Qianlingula bilamellata est une espèce d'araignées aranéomorphes de la famille des Pisauridae.

## Distribution
Cette espèce est endémique de Chine. Elle se rencontre au Guizhou et au Hunan.

## Description
La femelle holotype mesure 13,95 mm et le mâle paratype 11,70 mm, les femelles mesurent de 12,60 à 13,95 mm.

## Publication originale
- Zhang, Zhu & Song, 2004 : A review of the Chinese nursery-web spiders (Araneae, Pisauridae). Journal of Arachnology, vol. 32, no 3, p. 353-417 (texte intégral).